# Mannes College of Music
Mannes College The New School for Music ist das Musikkonservatorium einer privaten Universität namens „The New School“.
Der Campus der Universität ist in Greenwich Village (New York City); das Hauptgebäude des Mannes College befindet sich im Stadtviertel Upper West Side von Manhattan.

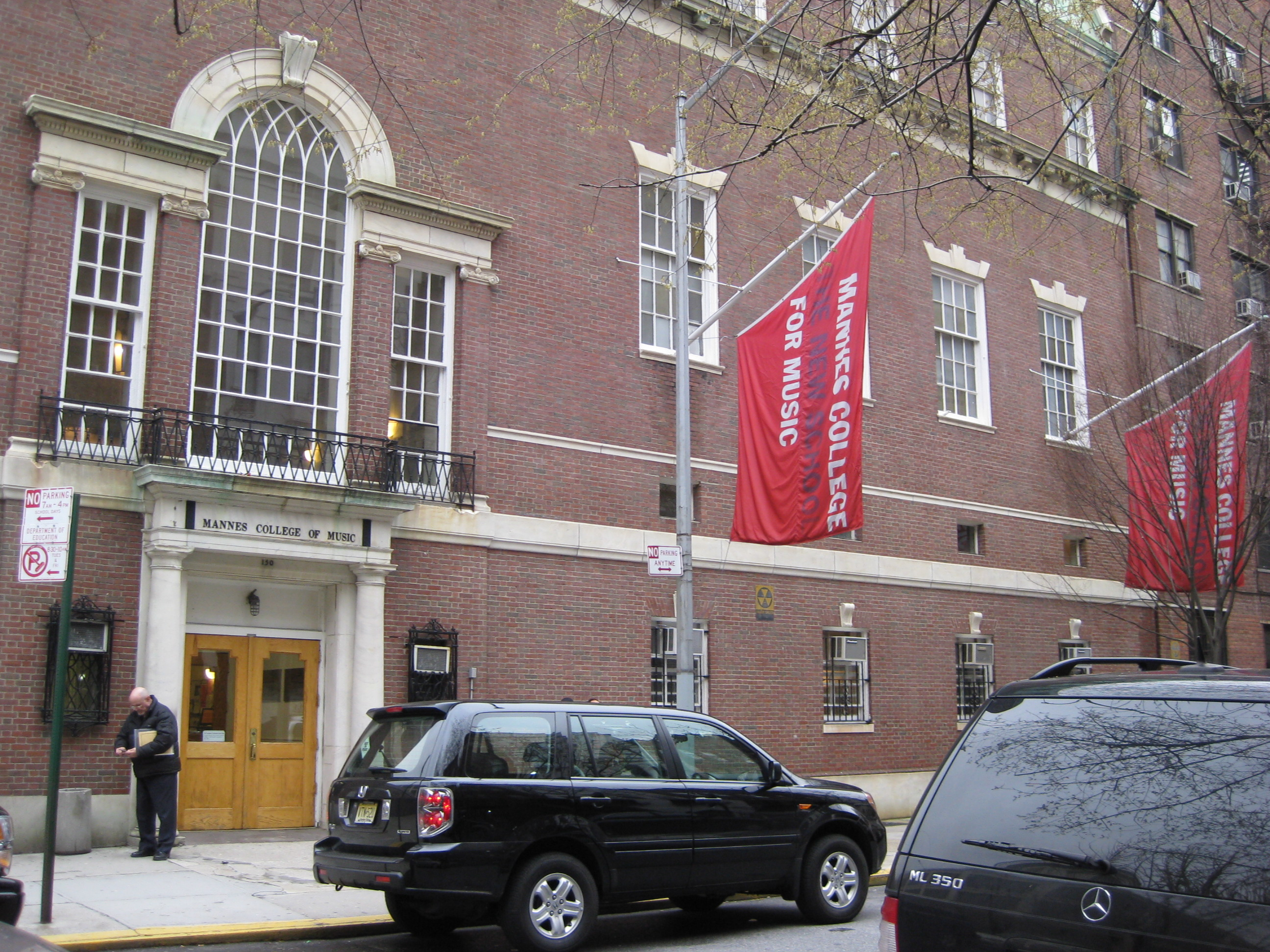
Mannes College The New School for Music.

## Geschichte
Die Institution wurde 1916 von David Mannes (damals Konzertmeister des New York Symphony Orchestra) und seiner Ehefrau Clara Damrosch (Schwester von Walter Damrosch, damals Dirigent dieses Orchesters) gegründet und hieß zunächst „The David Mannes Music School“. Nach ihrer Gründung war die Adresse der School zunächst „East 70th Street“ (später zog dort die „Dalcroze School“ ein); der Campus bestand aus drei Backsteingebäuden an der East 74th St im Viertel Upper East Side von Manhattan. Nach 1938 war die School bekannt als „Mannes Music School“ (möglicherweise nachdem David und Clara Mannes sich aus der aktiven Lehrtätigkeit zurückgezogen hatten). 1953 begann die School, Abschlüsse (degrees) anzubieten, und änderte ihren Namen in „Mannes College of Music“. Später fusionierte sie mit der Chatham Square Music School und zog 1984 um zu ihrer derzeitigen Adresse an der West 85th Street.
1989 wurde das College Teil der The New School; diese beinhaltet acht Schulen (darunter die Parsons School of Design, das Eugene Lang College und die New School for Drama). 2005 änderte Mannes seinen Namen in „Mannes College The New School for Music“.

## Dozenten und Absolventen (Auswahl)
Siehe auch Liste von Persönlichkeiten der New Yorker Universität The New School; derzeitige Dozenten siehe Homepage.
| Dozenten | Dozenten | Dozenten |
| --- | --- | --- |
| - Michael Newman, Gitarre - Edwin Bachmann, Violine - Carl Bamberger, Dirigent - Adolfo Betti, Violine - Ernest Bloch, Komposition - Paul Boepple, Musiklehre (Dalcroze-Methode) - Joseph Brent, Mandoline - Howard Brockway, Piano - Semjon Bytschkow, Dirigent - Alfred Cortot, Klavier - Robert Cuckson, Komposition, Theorie, Analyse - Mario Davidovsky, Komposition - George Enescu, Interpretation - Allan Evans, Komposition - Vladimir Feltsman, Piano - Allen Forte, Theorie - Lillian Fuchs, Violine, Kammermusik - Felix Galimir, Violine, Kammermusik - Harold Goltzer, Fagott - Richard Goode, Piano - Arthur Haas, Cembalo | - David Hayes – Director of Orchestral and Conducting Studies - Leonard Hindell, Fagott - Reginald Kell, Klarinette - Chin Kim, Violine - Yakov Kreizberg, Dirigent - William Kroll, Violine - David Loeb, Komposition, Theorie, Analyse - Lowell Liebermann, Komposition - Nicolai Lopatnikoff, Komposition - Clara Mannes, Kammermusik - David Mannes, Violine und Orchesterleiter - Leopold Mannes, Theorie - Philip Myers, Horn - Sylvia Marlowe, Cembalo - Bohuslav Martinů, Komposition - Frank Miller, Cello - Mitch Miller, Oboe, Englisch Horn - Paul Neubauer, Viola - Orin O’Brien, Kontrabass - Ernst Oster, Theorie - Vincent Penzarella, Trompete | - William Polisi, Fagott - Richard Rychtarik, stagecraft (etwa: Bühnenkunst, Schauspielerei) - Felix Salmond, Kammermusik - Felix Salzer, Theorie - Olga Samaroff, „layman's music courses“ - Rosario Scalero, Solfège, Theorie, Komposition - Carl Schachter, Theorie - Sol Schoenbach, Fagott - Frank Sheridan, Piano - Faye-Ellen Silverman, Musikgeschichte - Martial Singher, Stimme - Julia P. Stoessel, Violine, Kammermusik - George Szell, Komposition, Instrumentierung, Theorie - Roman Totenberg, Violine - Rosalyn Tureck, Piano - Isabelle Vengerova, Piano - Frederic Waldman, opera coach, Dirigent - Michael A. Werner, Perkussion - Hans Weisse, Theorie, Komposition - Peter Wilhousky, Gesang, Chorleitung, Chor - John Wummer, Flöte |
| Absolventen | | |
| - Avery Amereau, Opernsopranistin - Burt Bacharach, Komponist, Pianist - Rami Bar-Niv, Pianist, Komponist - Robert Bass, Dirigent - Jeremy Beck, Komponist - Johanna Beyer, Komponistin - Natan Brand, Pianist - Semjon Bytschkow, Dirigent - Chung Myung-whun, Pianist und Dirigent - Bill Evans, Jazzpianist und Komponist - JoAnn Falletta, Dirigentin - Richard Goode, Pianist, Grammy-Gewinner - Rebekah Harkness, Gründerin des Harkness Ballet | - Eugene Istomin, Pianist - Yakov Kreizberg, Dirigent - Gail Kubik, Komponist - David Loeb, Komponist und Musiktheoretiker - Nicholas Milton, Geiger und Dirigent - Anthony Newman, Keyboarder und Komponist - Patricia Neway, Opernsopranistin, Tony-Award-Gewinnerin - Tim Page, Musikkritiker, Pulitzer-Preis-Gewinner - Murray Perahia, Pianist, Grammy-Gewinner - Eve Queler, Dirigentin - Jerome Rose, Pianist - Shulamit Ran, Komponistin, Pulitzer-Preis-Gewinnerin - George Rochberg, Komponist | - Adam Rogers, Jazzgitarrist - Julius Rudel, Dirigent - Carl Schachter, Musikwissenschaftler und -theoretiker - Nadine Sierra, Opernsängerin - Lawrence Leighton Smith, Dirigent - Frederica von Stade, Mezzosopranistin - Lara St. John, Geigerin - Craig Walsh, Komponist - Jennifer Zetlan, Sopranistin |